# Tórtora cucut de Tanimbar
La tórtora cucut de Tanimbar (Macropygia timorlaoensis) és una espècie d'ocell de la família dels colúmbids (Columbidae) endèmica de les illes Tanimbar, al sud de les illes Moluques. Anteriorment era tractada com a subespècie de la tórtora cucut grossa (Macropygia magna) però en l'actualitat és considerada una espècie separada. És una espècie monotípica.